# 东风站 (淄博)
东风站是一个胶济线上的铁路车站，位于山东省淄博市临淄区大武镇东风村，站中心里程自胶济铁路双线建成后为257公里100米处。目前为二等站，邮政编码为255414。办理胶济线货物发送，辛泰铁路、东铁联络线货物列车到发、零解、转向列车的甩挂、编解作业、机车换挂，齐鲁石化总公司第二化肥厂和大武镇的货物、石料发送及客运行包到发等业务。
东风站规模一级三场：其中下行场（Ⅰ场）正线1条，到发线8条；其中上行场（Ⅱ场）正线1条，到发线8条；编组场（Ⅲ场）调车线16条，驼峰一座。车站还设有一处机务折返段。

## 历史
1965年修建炼油厂专用线时，增建东风站。1966年4月25日开通使用。1977年为四等站，到发线4条，牵出线1条；全年装车2284辆，发送货物11.6万吨，办理客运26352人次。
1978年3月停办客运业务；济南铁路局为沟通胶济铁路与辛泰铁路运输，实现客货分流，减轻张店编组站的压力决定在胶济铁路双线同时，东风站扩建为一级3场区段编组站，总概算投资5960万元人民币。上、下行场及部分编组线分别于1981年12月14日和1983年8月11日开通启用，机械化驼峰于1984年8月建成，9月23日举行试车开通典礼。